# رودريغو غونزاليس كاتالان
رودريغو غونزاليس كاتالان (بالإسبانية: Rodrigo González Catalán)‏ هو لاعب كرة قدم تشيلي في مركز الدفاع، ولد في 1995 في San Vicente de Tagua Tagua ‏ في تشيلي. لعب مع يونيون إسبانيولا.